# Thérèse Raquin (ópera)
Thérèse Raquin é uma ópera em dois atos composta por Tobias Picker e libretto de Gene Scheer, baseada na obra naturalista de Émile Zola, Thérèse Raquin. Esta é a terceira composição de Picker, após Emmeline (1996) e Fantastic Mr. Fox (1998).  A ópera foi apresentada em três ocasiões em Dallas Opera, San Diego Opera e Opéra de Montréal durante 2001.

## Papeis
| Papel            | Voz          | Elenco            |
| ---------------- | ------------ | ----------------- |
| Madame Raquin    | Soprano      | Diana Soviero     |
| Thérèse Raquin   | Meio-Soprano | Sara Fulgoni      |
| Camille Raquin   | Tenor        | Gordon Gietz      |
| Laurent LeClaire | Barítono     | Richard Bernstein |
| Suzanne Michaud  | Soprano      | Sheryl Woods      |
| Olivier Michaud  | Baixo        | Gagor Andrasy     |
| Monsieur Grivet  | Tenor        | Peter Kazaras     |